# 南方公園 (科羅拉多州帕克郡)
南方公園（英語：South Park）是美国科羅拉多州帕克郡的一個草原盆地。
它是科羅拉多州前山脈三個同名高海拔盆地中最大和最南端的地區，其他地區是北公園和中公園。流域最大的城鎮是費爾普萊（Fairplay），人口724。

## 影視
自1990年代後期以來，南方公園一直是動畫系列的同名背景。南方公園系列的創作者之一特雷·帕克（Trey Parker）在Fairplay以東約40英里（65公里）的康尼弗長大。

## 外部連結
- South Park Colorado Region – Visitor Guide （页面存档备份，存于）
- South Park Bulletin – A website about and for the real South Park, Colorado （页面存档备份，存于）